# Trigonella monspeliaca
Trigonella monspeliaca és una espècie de la família de les fabàcies que habita en roques i terrenys secs a gran part d'Europa, excepte a Europa septentrional, Irlanda, Gran Bretanya, Holanda, Alemanya i Polònia. A Espanya és habitual en clapes aclarides d'alzinars. T. monspeliaca és una espècie anual de fins a 35 cm, amb pèls a les tiges. Fulles amb tres folíols cuneïformes, sencers o dentats. Flors grogues, d'uns 4 mm, en inflorescències umbel·liformes. Dents del calze lleugerament més llargs que el tub del calze. Beines penjants lineals de 7-17 mm, lleugerament corbes, i esteses en un estel. Floreix a la primavera.